# Lindernia adami-hefiedi
Die Gattung Lindernia aus der Familie der Büchsenkrautgewächse (Linderniaceae) umfasst 67 Arten, davon 9 auf Madagaskar (Fischer 2023). Lindernia adami-hefiedi wurde erst 2023 beschrieben. Sie ist eine von 8 auf Madagaskar endemischen Arten.

## Beschreibung
Lindernia adami-hefiedi ist eine niederliegende bis aufsteigende Art mit rundlichen bis kreisförmigen, 6 – 8 × 8 – 10 mm großen Blättern, einer weißen Krone mit dunkelblauen Flecken, 10,5 – 13 mm langen Krone und 3 – 3,5 mm langen sterilen Staubblättern (Staminodien) und langen Drüsenhaaren auf Stamm, Blättern, Blütenstiel und Kelch.

## Vorkommen
Madagaskar ist bekannt für seine reiche Flora von Arten und Gattungen, die ausschließlich dort vorkommen (Endemiten). Dazu gehört Lindernia adami-hefiedi, die nur in einem etwa 5 × 5 km umfassenden Gebiet im Norden der Insel südlich von Antsiranana (Diego Suarez) am Grand Lac vorkommt. Die Art wächst auf vulkanischen Felsen. Die Fundorte liegen alle im Nationalpark Montagne d’Ambre.
Wegen des kleinen, abgelegenen Vorkommens von Lindernia adami-hefiedi gibt es wohl nur fünf bekannte Aufsammlungen.
Sie wurde benannt nach Adam Zakaria Hefied (geb. 22. März 2023), dem Sohn von Amin Hefied. Eberhard Fischer hat in Madagaskar und dem tropischen Afrika eine Vielzahl neuer Pflanzen entdeckt, wie die winzige Ruanda-Seerose (Nymphaea thermarum) mit ähnlich kleinem Verbreitungsgebiet.

## Systematik
Lindernia adami-hefiedi gehört zur Gattung Lindernia s.str. Fischer et al. (2013) innerhalb der Büchsenkrautgewächse (Linderniaceae), die erst 2005 beschrieben wurde (Rahmanzadeh et al. 2005).